# Claude Colette
Claude Colette (* 4. März 1929 in Châtellerault; † 20. September 1990 in Toulouse) war ein französischer Radrennfahrer.

## Sportliche Laufbahn
Colette war im Straßenradsport aktiv. Als Amateur siegte er 1951 im Circuit du Cher. Von 1952 bis 1963 war er Unabhängiger und Berufsfahrer. 1957 gewann er eine Etappe im Circuit d’Auvergne, 1959 in der Katalonien-Rundfahrt. Im Boucles du Bas-Limousin 1955 wurde er Zweiter, im Circuit d’Auvergne 1957 Zweiter hinter Roger Buchonnet, 1960 Zweiter im Critérium International hinter Jean Graczyk, 1961 im Circuit de la Vienne, 1962 Dritter bei Lüttich–Bastogne–Lüttich.
Die Tour de France fuhr er fünfmal. 1953 wurde er 58., 1955 24. der Gesamtwertung. 1957, 1958 und 1960 beendete er die Rundfahrt nicht. 1953 gewann er die Sonderwertung Souvenir Henri Desgrange. In der Vuelta a España 1959 kam er auf den 19. Rang.